# رودخانه قازانکا
رودخانه قازانکا یا قازانسو (روسی: Каза́нка; تاتاری: Казансу) رودخانه‌ای در تاتارستان فدراسیون روسیه که از رودخانه ولگا و مخزن کوبیشف سرچشمه می‌گیرد. و محل تلاقی شهر کازان نیز رودخانه قازانکا به همراه رودخانه ولگا می‌باشد. مخزن کوبیشف منشاء اولیه این رودخانه در نزدیکی کرملین قازان قرار دارد.